# أندرو سكوت (لاعب كريكت)
أندرو سكوت (13 فبراير 1960 في أستراليا - 3 سبتمبر 2006 في أستراليا) (بالإنجليزية: Andrew Scott)‏ هو لاعب كريكت أسترالي. لعب مع نادي مقاطعة دورهام للكريكت ‏.

## وصلات خارجية
- أندرو سكوت على موقع إي آس بي آن كريك إنفو (الإنجليزية)